# 'т-Ваудт
'т-Ваудт (нід. 't Woudt) — село в нідерландській провінції Південна Голландія. Входить до муніципалітету Мідден-Делфланд.
Раніше мало статус окремого муніципалітету.

## Галерея

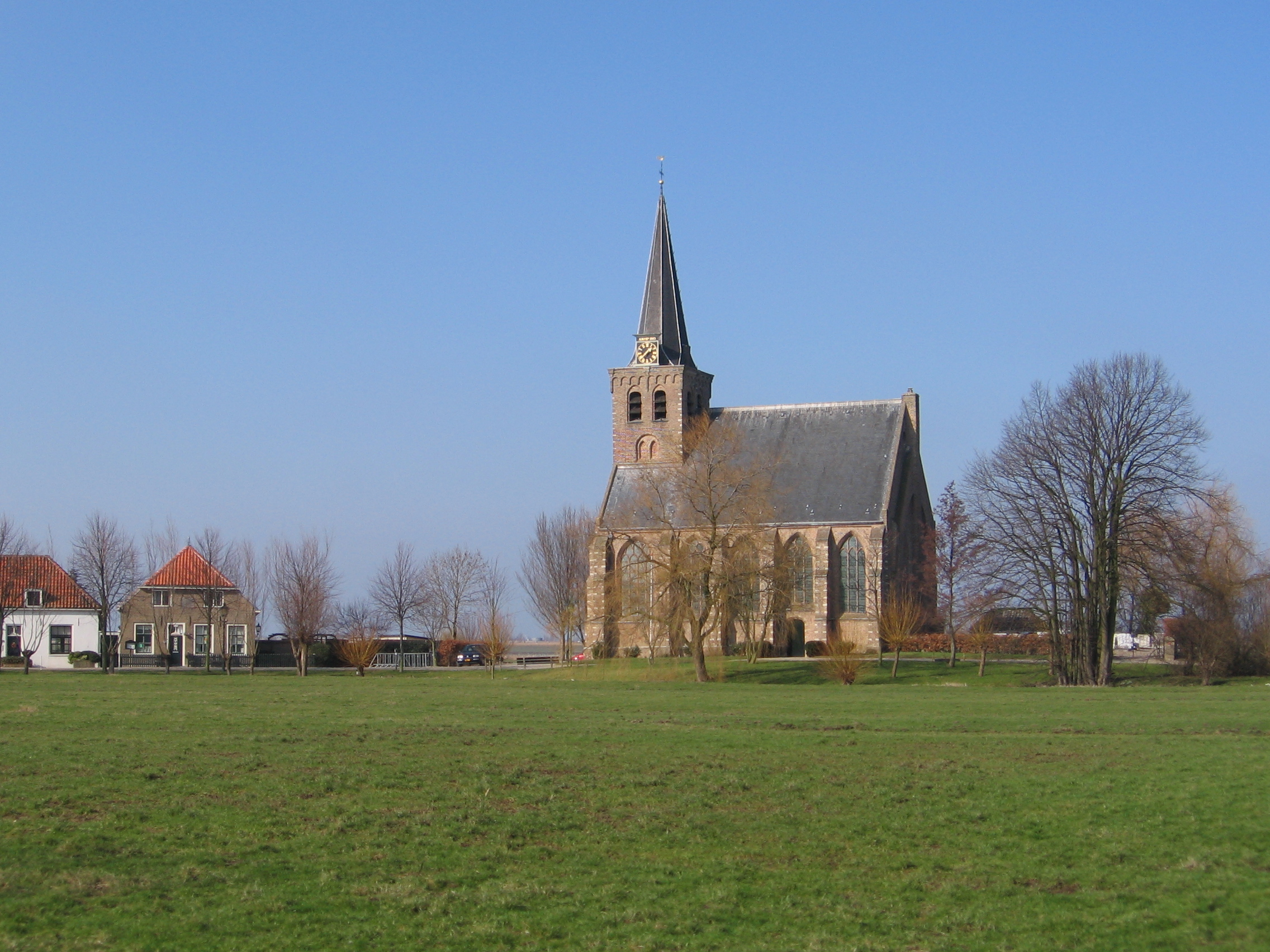
Вид на сільську церкву